# 一番町 (立川市)
一番町（いちばんちょう）は、東京都立川市の町名。現行行政地名は一番町一丁目から一番町六丁目。郵便番号は190-0033。

## 地理
立川市の北西部に位置する。北は武蔵村山市伊奈平、北東は武蔵村山市榎、東は上砂町、南は昭島市中神町、武蔵野及びつつじが丘、西は西砂町に隣接する。町内は団地を初め住宅地として利用される。

### 地価
住宅地の地価は2013年（平成25年）7月1日に公表された東京都の地価調査によれば一番町三丁目16番10の地点で15万3000円/m2となっている。

## 歴史
- 1963年（昭和38年） 北多摩郡砂川町（すながわまち）が立川市へ編入され、立川市砂川町（すながわちょう）となる。
- 1982年（昭和57年） 町名地番整理により、砂川町の一部を分割し、一番町一丁目 - 六丁目を設置。

## 世帯数と人口
2018年（平成30年）1月1日現在の世帯数と人口は以下の通りである。
| 丁目         | 世帯数    | 人口     |
| ------------ | --------- | -------- |
| 一番町一丁目 | 1,196世帯 | 2,604人  |
| 一番町二丁目 | 950世帯   | 2,139人  |
| 一番町三丁目 | 435世帯   | 1,015人  |
| 一番町四丁目 | 1,081世帯 | 2,395人  |
| 一番町五丁目 | 1,014世帯 | 1,930人  |
| 一番町六丁目 | 1,359世帯 | 3,141人  |
| 計           | 6,035世帯 | 13,224人 |

## 小・中学校の学区
市立小・中学校に通う場合、学区は以下の通りとなる。
| 丁目         | 番地      | 小学校             | 中学校                 |
| ------------ | --------- | ------------------ | ---------------------- |
| 一番町一丁目 | 1～40番地 | 立川市立大山小学校 | 立川市立立川第五中学校 |
| 一番町一丁目 | その他    | 立川市立第九小学校 | 立川市立立川第五中学校 |
| 一番町二丁目 | 1～13番地 | 立川市立第九小学校 | 立川市立立川第五中学校 |
| 一番町二丁目 | その他    | 立川市立松中小学校 | 立川市立立川第七中学校 |
| 一番町三丁目 | 全域      | 立川市立松中小学校 | 立川市立立川第七中学校 |
| 一番町四丁目 | 1～16番地 | 立川市立第九小学校 | 立川市立立川第五中学校 |
| 一番町四丁目 | その他    | 立川市立松中小学校 | 立川市立立川第七中学校 |
| 一番町五丁目 | 全域      | 立川市立松中小学校 | 立川市立立川第七中学校 |
| 一番町六丁目 | 1～17番地 | 立川市立松中小学校 | 立川市立立川第七中学校 |
| 一番町六丁目 | その他    | 立川市立西砂小学校 | 立川市立立川第七中学校 |

## 交通
鉄道
- 西武鉄道拝島線が町内を東西に貫いているが、駅はない。
  - 最寄駅は武蔵砂川駅（立川市上砂町五丁目）もしくは西武立川駅（立川市西砂町一丁目）

道路
- 東京都道7号杉並あきる野線（五日市街道）
- 東京都道59号八王子武蔵村山線
- 東京都道162号三ツ木八王子線

## 施設
- 立川ひかり保育園
- 立川市立松中小学校
- 都営松中アパート
- エステート立川一番町